# Tabergs SK
Tabergs SK (TSK), bildad 3 januari 1925, idrottsförening i orten Taberg i Jönköpings kommun i Sverige. Huvuddelen av verksamheten bedrivs vid Tabergs IP.
Klubben bedrev bland annat ishockey 1946—1966. TSK vann division 2 södra både säsongen 1959/60 och 1960/61. I kvalserierna till Sveriges högsta division misslyckades dock Taberg att ta sig upp. Säsongen 1959/60 vaktade landslagsmannen Kjell Svensson målet, och han blev 1960 Tabergs Sportklubbs hittills ende olympier när han representerade Tre Kronor i vinter-OS i Squaw Valley. Ishockeysektionen slogs 1966 samman med Norrahammars IK och blev HC Dalen. Hockeyverksamheten flyttade till Smedjehovs konstfrysta rink i Norrahammar. 
2008 kvalificerade sig bordtennisdamerna för spel i Sveriges högsta division, Elitserien, säsongen 2008/2009 och spelade där innan klubben frivilligt drog sig ur inför säsongen 2013/2014.
TSK:s ordförande Per-Ove Högberg (född 1954) utsågs till "Årets Tabergare 2015".
TSK:s Ordförande sedan årsmötet Februari 2016 är Peter Junhem (född 1966).
År 2025 gick Tabergs SK in som serieledare i division 5 NV 2024 med höga förväntningar i division 4 NV Småland och lyckats med bedriften att förlora 9 raka matcher, detta har aldrig hänt tidigare.

## Sporter på Tabergs SK:s program
Tabergs SK har genom åren utövat följande grenar.
- Bandy (1927—1951)
- Bordtennis (1969—1975, 1997—)
- Fotboll (herr) 1925—
- Fotboll (dam) (1973—1975, 1984—1994, 2003—)
- Friidrott (1926—1980)
- Gång (1942—1979)
- Ishockey (1946—1966)
- Nordisk skidsport (1925—1984)
- Orientering (1943—1984)
- Tennis (1981—1993)

### Fotnoter
1. ↑  ”Tabergs SK”. http://www.laget.se/TABERGSSPORTKLUBB/3289-om_klubben.html. Läst 2 oktober 2011.